# Сасуоло
Сасуоло (итал. Sassuolo) град је у северној Италији. То је значајан град округа Модена у оквиру италијанске покрајине Емилија-Ромања.

## Природне одлике
Град Сасуоло налази се у јужном делу Падске низије, на 60 км западно од Болоње, седишта покрајине. Град се налази у равничарском крају, северно од подножја Апенина. Надморска висина града је приближно 120 m.

## Становништво
Према резултатима пописа становништва 2011. у општини је живело 39.885 становника.
| 1931.  | 1936.  | 1951.  | 1961.  | 1971.  | 1981.  | 1991.  | 2001.  | 2011.  |
| ------ | ------ | ------ | ------ | ------ | ------ | ------ | ------ | ------ |
| 11.633 | 12.958 | 15.628 | 23.675 | 36.079 | 40.226 | 40.275 | 39.852 | 39.885 |

Сасуоло данас има преко 41.000 становника, махом Италијана. Током протеклих деценија број становника у граду стагнира.

## Партнерски градови
- Irsina

## Галерија
- Улица Меноти
- Кнежевски дворац
- Црква св. Фрање